# Камран Мирза Найеб ас-Салтане
Камран Мирза Найеб ас-Салтане(перс. کامران میرزا‎; род. 22 июля, 1856 — 15 апреля 1929) — премьер-министр (визирь) Ирана при Мохаммад Али-шахе, полководец и государственный деятель.

## Биография
Камран-мирза родился 5 октября 1856 года в семье шаха Насреддин-мирзы в г. Тебризе (Персия).В десятилетнем возрасте был отправлен во Францию, где с 1866 по 1869 год обучался в Сен-Сире.
В 1870 году Камран-мирза по приказу своего отца Насреддин-шаха был назначен губернатором Тегерана. Затем до 1884 года он пребывает на посту правителя Казвина, Гиляна, Мазендарана, Демавенда, Фирузкуха, Кума, Кашана, Саве, Малаира, Туйсеркана, Нехавенда, Астрабада, Шахруда, Бастама, Дамгана  и Семнана.
Камран-мирза был также военным министром в правительстве премьер-министра Мирза Гусейн-хан Сипахсалара (1869-1873 гг.)
Несколько дней Мохаммад Али-шах был в нерешительности. Он удалил из правительства Мосхира аль-Салтане и назначил на его место своего дядю Камран-мирзу Найеба ас-Салтане, но одновременно уволил фаворита русских Саада ад-Довлы и отказался назначить протеже англичан Насера аль-Мулька. Две дипломатические миссии, действовавшие в необычайном согласии, заявили протест против назначения Найеба ос-Салтане. Исполняющий обязанности министра иностранных дел Н. В. Чарыков настаивал из Санкт-Петербурга на восстановлении в должности Саада ад-Довлы и назначении Насера аль-Мулька.
Протокол констатировал, что Мохаммад Али должен покинуть страну в течение сорока восьми часов с момента его подписания. 9 сентября в четыре часа пополудни бывший шах, в сопровождении вице-консула Некрасова от русской миссии и вице-консула Коуэна от британской, отбыл из Тегерана. Персидское правительство приступило к пересчету коронных драгоценностей и других сокровищ, переданных ему русской миссией после отъезда шаха, и обнаружило, что многого недостает. Специальный комитет выяснил, что шах передал некоторые коронные драгоценности своему дяде Камран-мирзе Найебу ас-Салтане, чтобы тот продал их европейским дельцам. Камран-мирза попросту украл их. Другие ценности были реализованы шахом через его фаворита Моджаллала ос-Салтане. Правительство хотело предъявить Камран-мирзе иск на 1 миллион туманов, но шансы на возвращение сокровищ были малы. Секретарь русской миссии считал, что «недостающие сокровища следует, очевидно, считать навсегда потерянными для шахской казны».
В 1929 году Камран-мирза скончался. По его завещанию его тело было захоронено в Фатимейи-Масуме.